# Hákarl

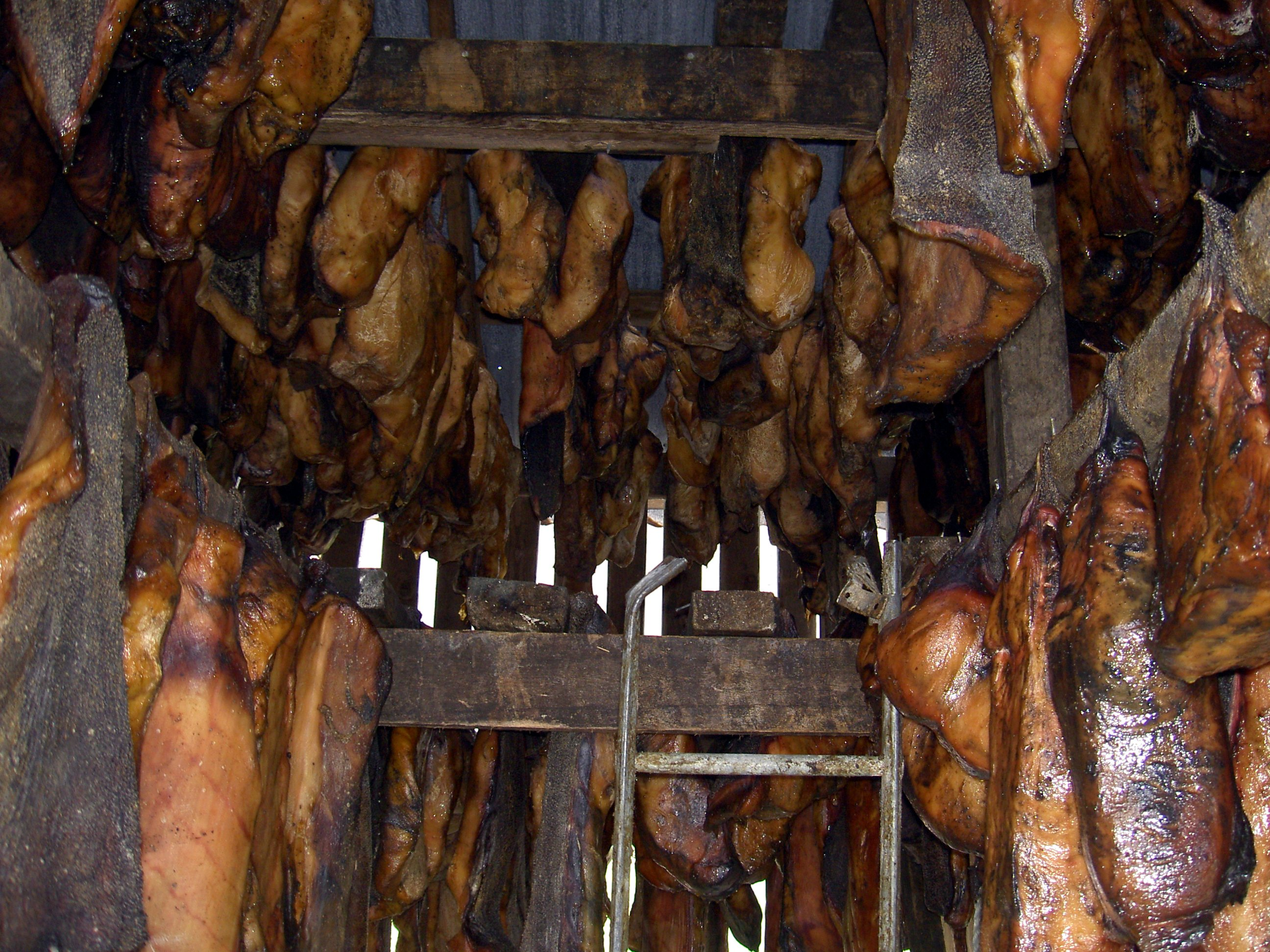
Drogende hákarl.

Hákarl of kæstur hákarl is een gerecht uit IJslandse keuken en betekent zoiets als gefermenteerde haai. Hákarl (spreek uit als haukatl) is de IJslandse benaming voor de Groenlandse haai, en kæstur hákarl is Groenlandse haai die voor menselijke consumptie geschikt is gemaakt. De IJslanders spreken gemakshalve gewoon van hákarl. Hákarl heeft een zeer dominante, sterke en penetrante ammoniageur, die wel wat vergelijkbaar is met die van schoonmaakmiddelen of bepaalde sterk ruikende kaassoorten. Deze geur is zodanig van aard, dat vele IJslanders, en ook buitenlanders, niet in staat zijn om een stukje hákarl te eten. De smaak is minder erg dan de geur doet vermoeden en degenen die eraan gewend zijn beschouwen hákarl als een delicatesse. Dit verschijnsel wordt vaak als verworven smaak aangeduid. Hákarl wordt meestal in kleine blokjes gesneden en gestoken aan een cocktailprikkertje geserveerd.
Hákarl maakt vaak deel van het Þorramatur uit, een selectie van traditionele IJslandse gerechten die tijdens de Þorrablót festivals geserveerd worden. Daarnaast is hákarl gewoon het gehele jaar door in de IJslandse winkels verkrijgbaar en wordt het ook buiten de festiviteiten gegeten. Hákarl staat bij slechts weinig restaurants in IJsland op de kaart, waarschijnlijk om de gasten niet weg te jagen.

## Bereiding
Het IJslandse werkwoord að kæsa betekent in de grond begraven en fermenteren, vandaar kæstur hákarl. De Groenlandse haai heeft geen nieren, en de haai kan bepaalde stofwisselingsproducten, zoals ureum en trimethylamine N-oxide, niet uitscheiden en slaat deze stoffen in het lichaam op. Verse Groenlandse haai is voor de mens giftig omdat het blubberachtige vlees zeer hoge concentraties van dergelijke afvalstoffen bevat. Om eetbaar te zijn moet het vlees eerst op een speciale manier behandeld worden, en wel door het onder de grond te laten besterven. Daardoor worden de opgeslagen afvalstoffen afgebroken, en voor een groot gedeelte in ammonia omgezet.
Hákarl wordt traditioneel klaargemaakt door de haai te onthoofden en van de ingewanden te ontdoen. In de grond, dat uit redelijk grof materiaal zoals kiezels en zand moet bestaan, wordt een niet te diep gat gegraven. Het schoongemaakte lichaam wordt op een klein heuveltje in het gat gelegd, en vervolgens wordt de haai weer met het grind en zand bedekt. Vervolgens worden er een aantal zware stenen op gelegd, en de druk zorgt ervoor dat lichaamssappen uit de haai worden geperst. De haai moet zo enige tijd onder de grond liggen, en afhankelijk van de buitentemperatuur wordt de haai na 6 weken tot 3 maanden weer opgegraven. Op deze wijze bereid is Hákarl wel wat te vergelijken met gravad lax. Doordat onder andere de hoeveelheid ammoniak in het lichaam stijgt, stijgt ook de zuurgraad (pH) van het vlees. Bacteriën die doorgaans voor rottingsprocessen verantwoordelijk zijn, kunnen bij deze verhoogde zuurgraad niet meer leven, en sterven af. Andere bacteriesoorten krijgen nu de overhand en zorgen er uiteindelijk voor dat het vlees geconserveerd raakt.
Na deze periode van rijping wordt het vlees in brokken gesneden en vervolgens in droogschuren gedurende enkele maanden in de wind te drogen gehangen. Tijdens deze droogperiode ontstaat er een bruine korst die voor het definitief opsnijden van het spek eerst moet worden verwijderd. De haai is nu geschikt om gegeten te worden. Het vlees heeft nu de consistentie van dikke kaas gekregen.
Door de geur die bij het rijping- en drogingproces vrijkomen, bevinden zowel het gat waar de haai in ligt, alsook de droogschuren zich vaak op ruime afstand van de bebouwing waar mensen wonen. Ook wordt er met de overheersende windrichting rekening gehouden, bij voorkeur laat men de haai bij afwaaiende wind fermenteren en drogen. De modernere wijze van prepareren is het vlees in grote geperforeerde plastic containers samen te drukken, en dan enkele maanden te drogen te hangen.
Er zijn op IJsland nog slechts een beperkt aantal plaatsen waar hákarl wordt gemaakt. De belangrijkste boerderij bevindt zich op de noordelijke kuststrook van Snæfellsnes.

## Consumptie
Degenen die voor het eerst een hapje hákarl durven te nemen, zullen waarschijnlijk eerst een kokhalsbeweging moeten onderdrukken. Door het dichtknijpen van de neus is de penetrante ammoniageur waarschijnlijk eenvoudiger te trotseren. Hákarl smaakt naar vis met tonen van noten en sterke (geiten)kaas, en de smaak is over het algemeen veel minder intens dan de geur. Indien men de hákarl door heeft weten te slikken, wordt dit in de regel gevolgd door een flinke slok brennivín, een traditioneel gebrouwen soort jenever. Het eten van hákarl wordt door de IJslanders geassocieerd met moed, kracht en durf.
Hákarl komt in min of meer in twee variëteiten voor; de rode en rubberachtige glerhákarl (letterlijk "glashaai") van de buikregio, en de witte en zachtere skyrhákarl (letterlijk "skyrhaai"). Skyr is een traditioneel IJslands melkproduct, en lijkt wel wat op zachte romige kwark.

## Trivia
Van 1830 tot 1860 was de Groenlandse haai op IJsland de belangrijkste economische vissoort. Het gerijpte vlees was echter niet het belangrijkste deel van de vis dat gebruikt werd, maar de lever. Uit de lever werd een olie gewonnen die als brandstof voor de openbare straatverlichting in het grootste deel van Europa diende. Vanaf 1870 werd de meeste olie uit kabeljauw gewonnen, en verloor de haai zijn marktpositie.